# Eugène Mougel Bey
Pour les articles homonymes, voir Mougel et Bey.
Dieudonné Eugène Mougel dit Eugène Mougel-Bey, (né à Châtel-sur-Moselle le 27 novembre 1808 et mort à Paris le 27 novembre 1890), est un ingénieur en chef des ponts et chaussées français.

## Biographie
Détaché dans l'administration égyptienne, il construisit le barrage du Caire sur le Nil, un projet commencé auparavant par Louis Maurice Adolphe Linant de Bellefonds, et participa comme directeur général dans la phase initiale des travaux du percement du Canal de Suez.
Le 26 juin 1844, il est fait Chevalier d'Ordre royal de la Légion d'honneur.